# 163626 Ґлетфелтер
163626 Ґлетфелтер (163626 Glatfelter) — астероїд головного поясу, відкритий 27 жовтня 2002 року.
Тіссеранів параметр щодо Юпітера — 3,173.